# 呉反錫
呉反錫（オ・バンソク 1988年5月20日 - ）は大韓民国のサッカー選手。ポジションはディフェンダー。仁川ユナイテッドFC所属。

## 来歴
2018 FIFAワールドカップを戦う韓国代表の本大会メンバーに選出された。

## 代表歴

### 出場大会
- 韓国代表
  - 2018 FIFAワールドカップ

### 試合数
- 国際Aマッチ 2試合 0得点（2018年）[2]

| 韓国代表 | 国際Aマッチ | 国際Aマッチ |
| 年       | 出場        | 得点        |
| -------- | ----------- | ----------- |
| 2018     | 2           | 0           |
| 通算     | 2           | 0           |